# فنسنت ويلكي
فنسنت ويلكي (بالإنجليزية: Vincent Wilkie)‏ هو مغن مؤلف بريطاني، ولد في 1969.

## وصلات خارجية
- فنسنت ويلكي على موقع ميوزك برينز (الإنجليزية)
- فنسنت ويلكي على موقع ديسكوغز (الإنجليزية)